# Калачинский уезд
Кала́чинский уе́зд — административно-территориальная единица Тобольской губернии, Акмолинской (Омской) области и Омской губернии Российской империи и РСФСР СССР.
Уездный центр — город Калачинск (село Калачинское).

## История
Ещё после 1917 года при переходе власти к большевикам была первая попытка организовать Калачинский уезд. Первым членом продовольственного комитета Калачинского уезда стал Яков Мартынович Калнин, латышский поэт и учитель.
В южной заиртышской части Тюкалинского уезда с первых дней революции существовал выделившейся в особый автономный Калачинский подрайон с Калачинским исполнительным комитетом во главе. Земская реформа была частично (по производству волостных земских выборов и частью уездных земских выборов) выделена из ведения Тюкалинского исполкома и передана Калачинскому — ему переводились кредиты, он самостоятельно вёл переписку с губернским комитетом и т. п. Калачинский исполком, также как и Тюкалинский пополнил свой состав специально приглашёнными лицами.
В 1917 году организованы Андреевская, Покровская волости.
5 ноября 1917 года из частей Покровской и Андреевской волостей выделена Камышинская.
В начале 1918 года в Калачинске состоялся первый уездный съезд Советов, избравший исполнительный комитет во главе с председателем Я. М. Калниным.
1-10 февраля 1918 года состоялась Первая чрезвычайная сессия Тобольского губернского земского собрания, где решался вопрос «О выделение Калачинского уезда из состава Тюкалинского уезда», который был решён положительно. Гласный по Тюкалинскому уезду Трифон Трофимович Тужик выступил с докладом о необходимости выделения Калачинского уезда:
1). Образование Калачинского уезда в составе 19 волостей юго-восточной части Тюкалинского уезда с населением в них 190649 душ, а именно Куликовской, Покровской, Камышенской, Андреевской, Крестинской, Преображенской, Локтинской, Еланской, Серебренской, Иконниковской, Юрьевской, Крутолучинской, Суховской, Крупянской, Калачинской, Кулачинской, Богословской, Корниловской и Царицынской признать целесообразным и постановление Тюкалинского уездного земского собрания от 11 января текащего года о решении этого вопроса в положительном смысле — утвердить.
2). Поручить губернской земской управе войти с представлением по принадлежности об образовании Калачинского уезда с уездным центром в селе Калачинском и об открытии там уездных правительственных учреждений как-то: казначейства, управления воинского начальника и прочее.
3). Признать необходимым немедленный созыв Калачинского уездного земского собрания в составе гласных избранных населением Калачинского района в Тюкалинское уездное земское собрание предоставить ему избрание Калачинской уездной земской управы.
4). Просить управляющего Казённой палатой о переводе кредитов вновь образуемому Калачинскому земству на Омское казначейство впредь до открытия Калачинского.
Обсудив вопрос, затронутый в докладе об отделении из Калачинского уезда вновь образуемого несколько волостей к Акмолинской области, Собрание, принимая во внимание, что вопрос о перечислении волостей из одной губернии в другую не входит в его компетенцию, постановило признать, что со стороны Тобольского губернского земства к перечислению означенных волостей к Акмолинской области препятствий не встречается.
В августе 1918 года некоторые волости были переданы в Омский уезд.
В сентябре 1918 года Омск возбудил вопрос об отходе Тюкалинского уезда и новоявленного, непризнаваемого Тобольском, Калачинского уезда.
В декабре 1918 года Постановлением Совета Министров Временного Сибирского Правительства из Тюкалинского уезда был выделен Калачинский уезд из 16 волостей для удобства управления дальними территориями и вместе с Тарским, Тюкалинским уездами был передан в Тобольскую (Тюменскую) губернию.
В 1919 году из частей Серебрянской и Иконниковской волостей организована Суховская волость.
1 июля 1919 года Калачинский уезд был передан в состав Омской области.
В июле 1919 года организованы Крестинская, Нижнеомская, Сидоровская волости.
В августе 1919 года Калачинский уезд входит в Омскую губернию.
В ноябре 1919 года Красные заняли Калачинск. Здесь был образован уездный ревком, председателем которого стал Ян Петрович Кродер, латышский революционер. Уезд ликвидирован.
5 декабря 1919 года постановлением Сибревкома Калачинский уезд вновь был организован из 16 волостей (Андреевская, Еланская, Иконниковская, Калачинская, Камышинская, Крестинская, Крутолучинская, Куликовская, Локтинская, Нижнеомская, Покровская, Преображенская, Серебрянская, Суховская, Царицынская, Юрьевская). Село Калачинское преобразовано в город.
В конце 1919 года организована Безболинская киргизская кочевая волость.
В январе 1920 года в селе Куликово Куликовской волости была создана молодёжная коммуна «Юный пахарь», в которой вскоре стало 50 человек. В 1921 году в распоряжение коммуны будет отдан участок в 70 га, принадлежавший ранее кулаку Буякину, сбежавшему с белыми. К 1921 году в коммуне было уже 400 человек, и она стала одной из лучших в Омской губернии.
29 марта 1920 года Калачинская волость переименована в Тургеневскую. Центр волости перенесён из города Калачинск в село Тургеневка.
В ноябре 1920 года Крутолучинская волость переименована в Цивильно-Озёрскую.
В 1920 году село Калачинск стало уездным городом, ревкомы были заменены Советами.
К 1922 году население Калачинского уезда превысило 173000 человек, в Калачинске в это время в 521 доме проживало 3967 человек.
В 1920-х годах организованные волости были ликвидированы: Сидоровская, Хортицкая волости присоединены к Серебрянской. Михайловская волость присоединена к Преображенской.
В сентябре 1924 года в уезде прошло укрупнение волостей. В уезде осталось 4 волости:
- Еланская укрупнённая волость — образована из Еланской, частей Нижнеомской (без 4 населённых пунктов), Серебрянской волостей (2 населённых пункта), части Копьёвской волости Тарского уезда, части Верхне-Омской, Казачье-Мысской (1 населённый пункт) волостей Татарского уезда.
- Иконниковская укрупнённая волость — образована из Иконниковской, Цивильно-Озёрской, частей Нижнеомской, Серебрянской (без 6 населённых пунктов), Суховской, Юрьевской волостей.
- Калачинская укрупнённая волость — образована из Куликовской, Локтинской, Тургеневской, частей Камышинской (3 населённых пункта), Нижнеомской (1 населённый пункт), Покровской, Царицынской волостей.
- Крестинская укрупнённая волость — образована из Андреевской, Безболинской, Крестинской, Преображенской, частей Камышинской (без 5 населённых пунктов), Покровской волостей.

Части Камышинской, Царицынской волостей отошли в Ачаирскую укрупнённую волость Омского уезда. Части Серебрянской (6 населённых пунктов), Суховской волостей отошли в Бородинскую укрупнённую волость Омского уезда. Части Куликовской, Царицынской, Юрьевской волостей отошли в Корниловскую укрупнённую волость Омского уезда. Часть Покровской волости вошла в Татарскую укрупнённую волость Татарского уезда. Часть Серебрянской волости вошла в Большереченскую укрупнённую волость Тарского уезда.
16 октября 1924 года образованы сельские советы.
Постановлением ВЦИК от 25 мая 1925 года уезд был ликвидирован. Территория уезда вошла в состав Омского округа Сибирского края.

## Административно-территориальное деление

### Состав уезда на 6 февраля 1918 года
- Андреевская волость
- Богословская волость
- Еланская волость
- Иконниковская волость
- Калачинская волость
- Камышенская волость
- Корниловская волость
- Крестинская волость
- Крупянская волость
- Крутолучинская волость
- Кулачинская волость
- Куликовская волость
- Локтинская волость
- Покровская волость
- Преображенская волость
- Серебрянская волость
- Суховская волость
- Царицынская волость
- Юрьевская волость

### Состав уезда до 24 сентября 1924 года
- Андреевская волость (крестьянская) (село Андреевка)
- Безболинская волость (киргизская) (кочевая волость центра не имеет)
- Еланская волость (крестьянская) (село Еланка)
- Иконниковская волость (крестьянская) (село Иконниково)
- Камышинская волость (крестьянская) (село Камышино)
- Крестинская волость (крестьянская) (село Крестики)
- Куликовская волость (крестьянская) (село Куликово)
- Локтинская волость (крестьянская) (село Локти)
- Нижнеомская волость (крестьянская) (село Нижняя Омка)
- Покровская волость (крестьянская) (село Оконешниково)
- Преображенская волость (крестьянская) (село Преображенка)
- Серебрянская волость (крестьянская) (село Серебряное)
- Суховская волость (крестьянская) (село Сухое)
- Тургеневская волость (крестьянская) (село Тургеневка)
- Царицынская волость (крестьянская) (село Царицыно)
- Цивильно-Озёрская волость (крестьянская) (село Крутые Луки)
- Юрьевская волость (крестьянская) (село Юрьево)

### Состав уезда до 25 мая 1925 года
- Еланская укрупнённая волость
- Иконниковская укрупнённая волость
- Калачинская укрупнённая волость
- Крестинская укрупнённая волость

## Символика
Калачинский уезд за время существования не имел своего герба.